# صنایع هوافضای هلنیک
صنایع هوافضای هلنیک (یونانی: Ελληνική Αεροπορική Βιομηχανία - ΕΑΒ) شرکت دولتی هوافضا و صنایع جنگ‌افزاری یونانی است، که در سال ۱۹۷۵ تأسیس شد.